# 月寒中央車站
月寒中央車站（日语：／ Tsukisamu-chūō eki */?）是一位於日本北海道札幌市豐平區月寒中央通7丁目，隸屬於札幌市交通局的地下鐵車站。月寒中央車站是札幌市營地下鐵東豐線的沿線車站，車站編號H13。
「月寒」源於阿伊努語的「ci-kisa-p」（打火的地方/春榆生長的地方）或「tu-kes-sap」（山丘周圍的下坡）。

## 車站構造
地下2樓為閘口、地下3樓為1面2線的島式月台。

### 月台配置
| 月台 | 路線   | 目的地               |
| ---- | ------ | -------------------- |
| 1    | 東豐線 | 福住方向             |
| 2    | 東豐線 | 大通、札幌、榮町方向 |

## 相鄰車站
札幌市營地下鐵
 東豐線
美園（H12）－月寒中央（H13）－福住（H14）
1. ↑  “都心直結 期待を乗せて 東豊線延長 福住駅で発車式”. 北海道新聞 (北海道新聞社). (1994年10月13日)
2. ↑  北海道庁.  (PDF). 北海道庁.   [2017-08-17]. （原始内容存档 (PDF)于2018-04-17）.